# Opuntia decumbens
Opuntia decumbens är en kaktusväxtart som beskrevs av Salm-dyck. Opuntia decumbens ingår i släktet fikonkaktusar, och familjen kaktusväxter. Inga underarter finns listade i Catalogue of Life.

## Bildgalleri

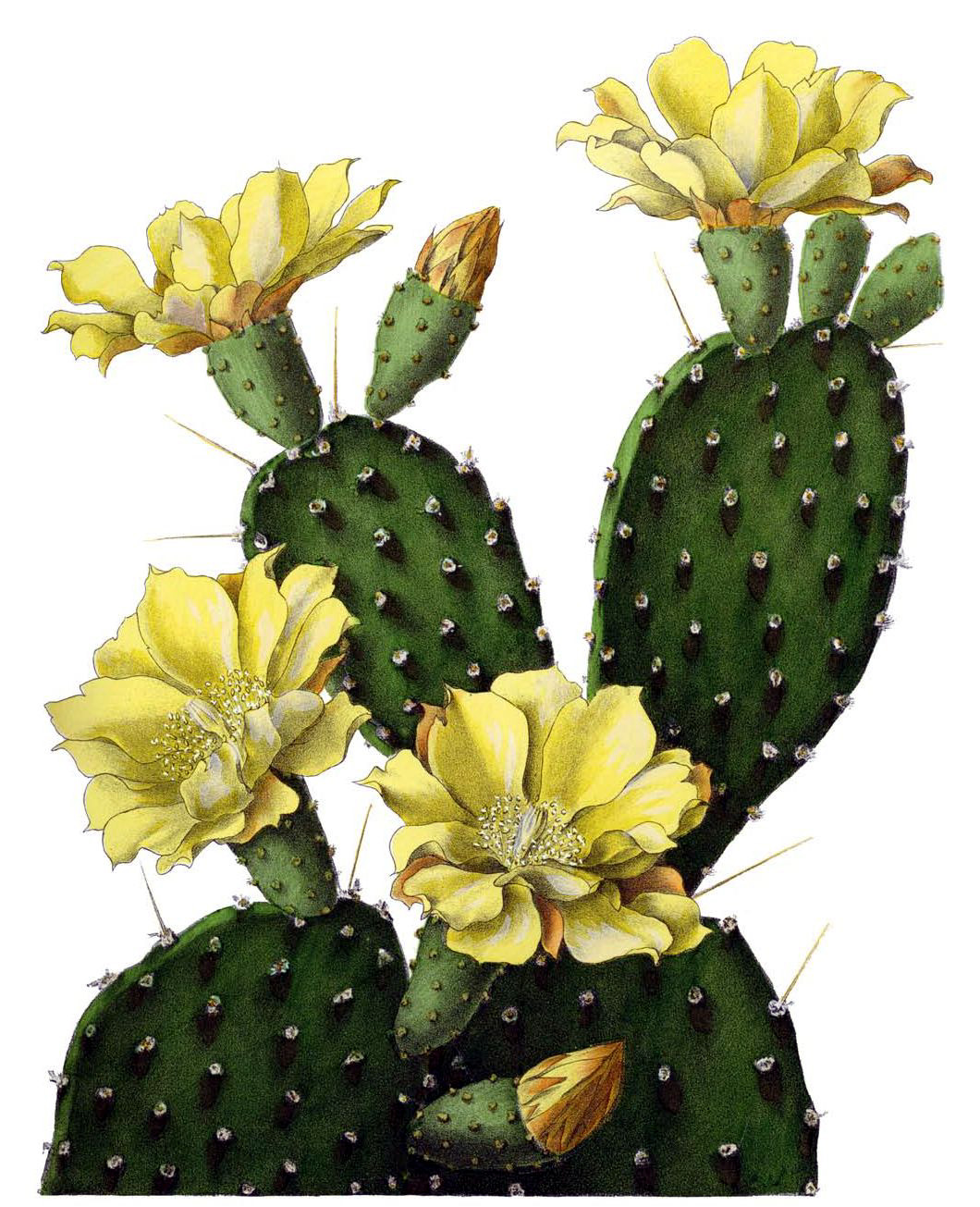
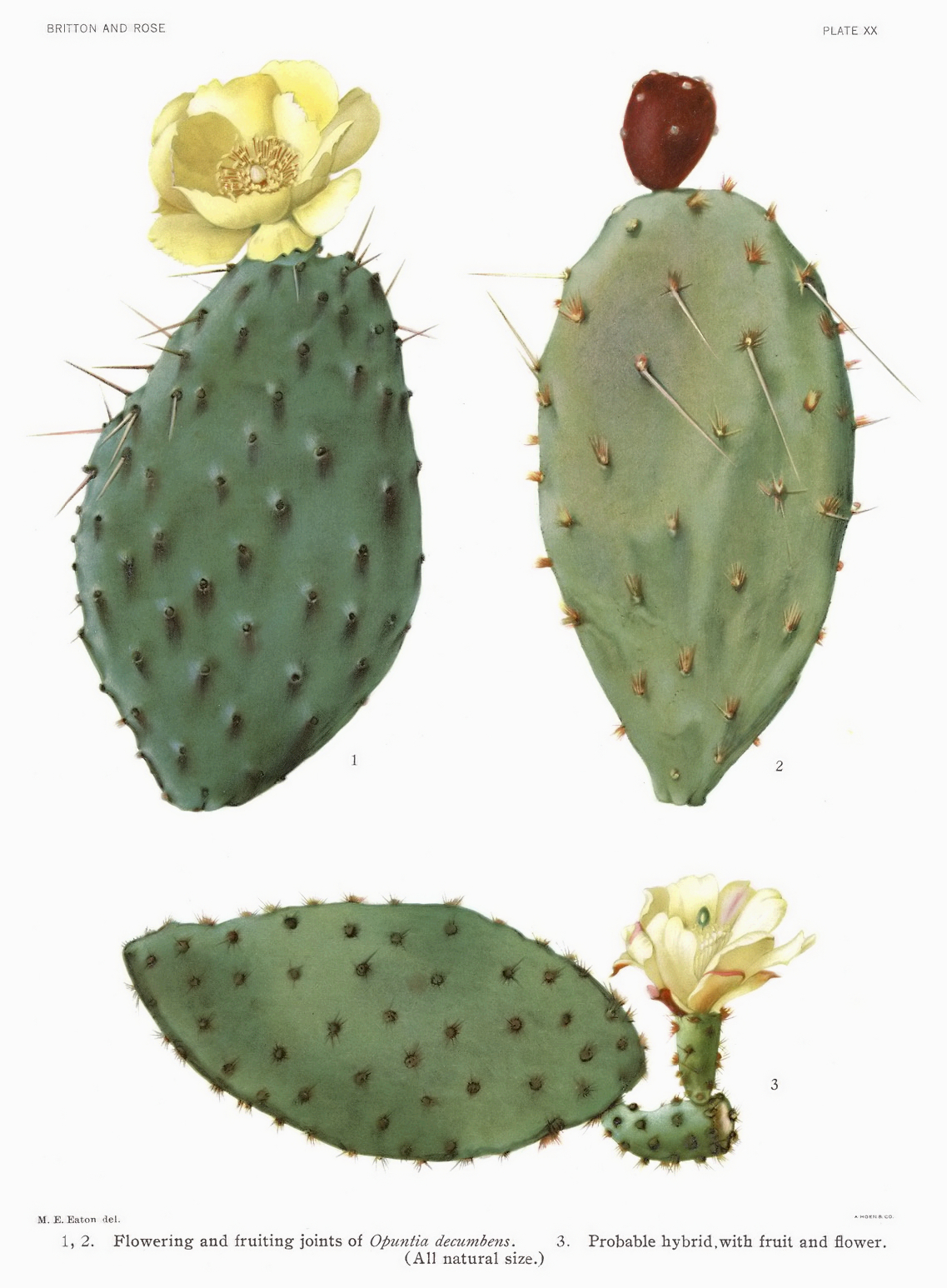
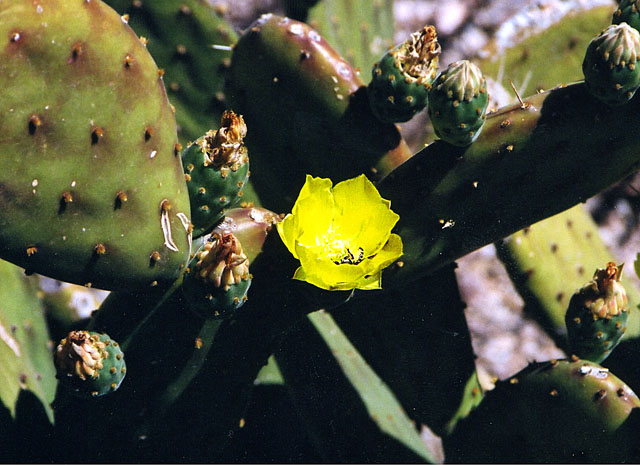